# Haartourniquetsyndroom

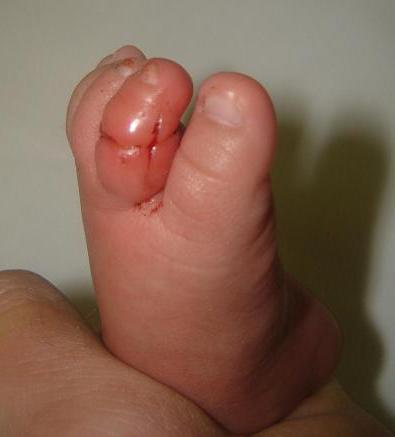
Een door een haar ingesnoerde teen van een baby

Haartourniquetsyndroom is een medische aandoening waarbij een dunne draad, vaak een haar, strak rond een of meerdere tenen of vingers is gewonden.
Haren zijn soms extreem dun en lang, maar wel sterk, en kunnen gemakkelijk niet opgemerkt worden. Ze kunnen achterblijven in kleding zoals sokjes, pyjama's of handschoenen van kleine kinderen.
Zo'n haar kan zich, door het bewegen van de voeten in een sok, uiteindelijk strak om een teen wikkelen. Wordt dit haar over een tijdsperiode niet tijdig opgemerkt dan kan deze zich steeds strakker rond een teen aansnoeren. Door in een vroeg stadium ontstane zwelling kan een aanwezige haar steeds moeilijker als oorzaak zichtbaar zijn.
Uiteindelijk komt het voor dat de bloedsomloop wordt afgeknepen en een teen gaat opzwellen en blauw kleurt. Duurt dit lang kan dan kan dit leiden tot permanente beschadiging of zelfs amputatie.
Bij tijdige constatering wordt de haar verwijderd en de wond grondig schoongemaakt en ontsmet. Dan kan volkomen herstel plaatsvinden.
Indicatie van het probleem kan zijn door de aanhoudende pijn of ongemak waar het kleine kind blijk van geeft.
De meeste gevallen van het tourniquetsyndroom komen voor bij vingers en tenen en zijn geconstateerd in de eerste levensdagen tot 19 maanden. Het komt onder andere ook voor met de penis bij kleine kinderen en mannen op hoge leeftijd.